# Santo Stefano di Rogliano
Santo Stefano di Rogliano er en by i Calabrien, Italien med 1.723 (2023) indbyggere.